# Jägare – bakom fiendens linje
Jägare – bakom fiendens linje (dansk originaltitel Jæger – i krig med eliten) är en självbiografisk bok av den danske jägarsoldaten Thomas Rathsack.
Boken, som bland annat beskriver hans tid som dansk militär i Afghanistan och Irak, publicerades under hösten/vintern 2009 i flera länder, exempelvis Danmark och Sverige.
Den danska försvarsledningen begärde i mitten av september att boken skulle förbjudas eftersom man ansåg att den avslöjade för mycket om dansk krigföring utomlands. Dagstidningen Politiken publicerade då boken som bilaga, och den 21 september avvisade en domstol begäran om förbud.
Några dagar senare sade sig den danska försvarsledningen ha hittat en arabisk översättning på internet, vilket skulle vara tecken på att materialet kommit i olämpliga händer. Detta presenterades för Folketinget av försvarsminister Søren Gade.
Översättningen visade sig dock vara mer eller mindre obegriplig och gjord med hjälp av översättningsprogram av försvarets IT-chef Jesper Britze. Den 4 oktober avgick försvarschefen Tim Sloth Jørgensen, som tog på sig det fulla ansvaret för det inträffade.